# علم و فناوری در هلند
علم و فناوری در هلند تاریخی طولانی دارد و دستاوردها و اکتشافات زیادی در این زمینه ایجاد کرده است. این جزء مهمی از توسعه اقتصادی و اجتماعی هلند است. دولت هلند با هزینه‌های بیشتر از چهار و نیم میلیارد در سال برای علم از محرک‌های پیشرفت علم و فناوری است.
این کشور رتبه هفتم را در شاخص نوآوری جهانی در سال ۲۰۲۳ بدست آورد که پایین‌تر از رتبه دوم در سال ۲۰۱۸ بود.